# Calyptocephalella gayi
Calyptocephalella gayi – gatunek płaza bezogonowego z rodziny Calyptocephalellidae, jedyny współczesny przedstawiciel rodzaju Calyptocephalella. Występuje w środkowym Chile. Jego naturalnym środowiskiem są dorzecza rzek i słodkowodne bagna. Zagraża mu głównie chwytanie go jako źródło egzotycznego jedzenia, utrata siedlisk, przeznaczanych na tereny agroturystyczne oraz ich zanieczyszczenie. Zagrażają mu także introdukowane drapieżniki, takie jak pstrągi.
Niektórzy autorzy synonimizowali późnooligoceński gatunek Calyptocephalella canqueli z C. gayi, jednak odkryte później skamieniałości sugerują, że to odrębny takson.